# Hans Geser
Hans Geser (* 26. März 1947 in Rapperswil; † 23. Mai 2025) war ein Schweizer Soziologe und Hochschullehrer.

## Werdegang
Geser war ab 1983 Professor an der Universität Heidelberg und wurde 1986 an die Universität Zürich berufen, wo er bis 2012 am Soziologischen Institut lehrte. Von 2002 bis 2004 war er Direktor des Soziologischen Instituts.
Zu seinen Forschungsbereichen gehörten die politische Soziologie, Soziologie des Kleinstaats, Gemeinde- und Parteiensoziologie, Organisations- und Berufssoziologie und neue Kommunikationstechnologien, weshalb er auch als «Internet-Guru» unter den Wissenschaftlern bezeichnet wurde.

## Schriften (Auswahl)
Monografien
- Bevölkerungsgrösse und Staatsorganisation. Habilitationsschrift, Peter Lang Verlag, Bern, 1981.
- Strukturformen und Funktionsleistungen sozialer Systeme. Westdeutscher Verlag, 1983.
- Kommunales Regieren und Verwalten. Rüegger Verlag, Grüsch, 1987.
- Gemeindepolitik zwischen Milizorganisation und Berufsverwaltung. Haupt Verlag, Bern/Stuttgart. 1987.
- Die Schweizer Lokalparteien. Seismo Verlag, Zürich, 1994.
- Local Parties in Political and Organizational Perspective. Westview Verlag, Boulder Co. 1999.

Aufsätze
- Vom Brockhaus zum Worldwide Wiki. In: Herbert Willems (Hrsg.): Weltweite Welten. Internet-Figurationen aus wissenssoziologischer Perspektive. VS Verlag für Sozialwissenschaften, Wiesbaden 2008, S. 119–142.